# Jemnice
Jemnice là một thị trấn thuộc huyện Třebíč, vùng Vysočina, Cộng hòa Séc.